# Ауторски уговор
Ауторски уговори, као и сваки други уговори, представљају сагласност два или више лица о битним елементима уговора. Ауторски уговори су специфични по томе што настају у вези са стварањем ауторског дела, преношењем ауторског права, уступањем ауторског права или извођењем или прерадом ауторског дела, израдом филмског дела. Под ауторским делом сматрамо оригиналну, интелектуалну творевину људског духа. Права аутора књижевних, научних, стручних и уметничких дела, право интерпретатора, право првог издаваоца слободнох дела, права произвођала фонограма, видеограма, емисија и база података, начин остваривања ауторских права регулисана су Законом о ауторским и сродним правима ). Завод за интелектуалну својину Републике Србије је национални центар за заштиту интелектуалне својине. Завод, између осталог, обавља и стручне послове који се односе и на ауторска и сродна права.
Закон одређује да се ауторски уговори, уколико није другачије одређено, морају закључивати у писаној форми (Уговори о објављивању цртежа, бележака у новинама, часописима и периодичној штампи не морају). За време трајања уговора, аутор мора гарантовати другој страни потписници да ће моћи да користи ауторско дело без узнемиравања трећих лица. Сваки ауторски уговор, без обзира на врсту, мора да садржи одређене битне елементе: имена уговорних страна, наслов, односно идентификацију ауторског дела, права која су предмет уступања или преноса, висину, начин и рокове плаћања ауторске накнаде као и садржинска, просторна и временска ограничења ако постоје.

## Врсте уговора
Закон посебно регулише неколико категорија уговора о преносу ауторских права

### Издавачки уговор
Издавачки уговор је, сигурно, један од најзначајнијих ауторских уговора и закључује се поводом искоришћавања књижевних, научних, драмских и музичких дела свих оних дела који се умножавају штампањем и објављивањем у облику књига, брошура, новина и сл. Овај уговор се закључује између аутора дела (или другог носиоца ауторског права) са једне стране и издавача, са друге стране. Уговором се преноси право на умножавање ауторског дела и право на стављање у промет тако умножених примерака. Рукопис или други оригинални примерак ауторског дела који аутор преда издавачу, остаје у својини аутора, осим цртежа, чланака и других прилога у новинама. Овај уговор спада у искључиве ауторске уговоре јер за време важења издавачког уговора, аутор не може своје право објављивања ауторског дела уступити трећем лицу осим ако се дело не издаје на неком другом језику, а основним уговором то није предвиђено. Главна ауторова обавеза у издавачком уговору је да пренесе на издавача право на објављивање дела, док је издавач дужан да дело објави, пусти га у промет и плати аутору уговорени хонорар. Издавач који је регулисао право да дело изда у форми књиге, има током периода од три године од дана склапања издавачког уговора прече право на умножавање дела и стављење у промет примерака тог дела у форми електронског записа (компакт-диск). У пракси се наилази на више врста издавачких уговора. Прави издавачки уговор где је предмет заштићено ауторско дело и неправи (предмет је незаштићено ауторско дело коме је протекла заштита), може се радити и о уговору о наруџбини, комисиони издавачки уговор, уговор о будућим делима.
Елементи издавачког уговора су:
- рок у којем је аутор дужан да издавачу преда уредан рукопис или други оригинални примерак дела како би му омогућио умножавање (уобичајени рок је годину дана од дана пријема рукописа)
- рок у којем је издавач дужан да отпочне са пуштањем у промет примерке дела
- број издања који је издавач овлашћен да изда (уколико није другачије договорено, издавач има право само на једно издање дела)
- висина тиража, односно број примерака одштампаног дела једног издања (минимални тираж је 500 примерака)
- рок у коме издавач, по исцрпљењу тиража претходног издања, мора отпочети са пуштањем у промет примерака наредног издања, ако је оно договорено и у року од годину дана од када је аутор то захтевао.
- изглед и техничка опрема примерака дела
- обрачун ауторског хонорара
- број бесплатно уступљених умножених примерака ауторовог дела од стране издавача

### Уговор о представљању (приказивању) и извођењу дела
Код уговора о представљању, предмет је драмско, драмско-музичко, кореографско или пантомимичарско дело, дела намењена сценском извођењу у операма, позориштима, атељеима, домовима културе, биоскопима, преко радио и ТВ станица. Ауторским уговором о извођењу дела регулишу се обавезе извођача према аутору за дела која нису превасходно намењена сценском извођењу (јавна рецитација књижевног дела или извођење музичких дела).
Аутор је дужан да преда дело које је предмет уговора кориснику али рукопис или оригинал дела остаје својина аутора. Корисник је дужан да аутору, односно носиоцу ауторског права, омогући увид у представљање и извођење дела и да поштује ауторова морална права, да објави име и презиме аутора, не сме да дело скраћује или прерађује без сагласности аутора.

### Уговор о преради дела
Овим уговором аутор дела или његов наследник дају другом лицу дозволу за прераду дела ради сценског приказивања – извођења, снимања филмског дела или за друге употребе. Да би неко прерађено дело било ауторско дело, у њему се морају препознавати карактеристични елементи изворног дела, зато је основа оваквог уговора јасно одређен предмет прераде дела и ради чега се прерада врши. Ако се оваквим уговором регулишу права прераде ауторског дела у филмско дело то значи да је аутор, односно његов наследник, уступио следећа права: право на прераду дела за стварање филмског дела, на умножавање примерака тако створеног филмског дела и њихово стављање упромет, на приказивање филмског дела и на титловање и синхронизацију на друге језике.

### Уговор о наруџбини ауторског дела
Овим уговором се аутор обавезује да за наручиоца изради ауторско дело и преда му примерак тог дела. На такав начин се може створити скулптура, портрет или уметничка слика. Аутор је дужан да посао заврши и преда примерак дела нараучиоцу, а наручилац се обавезује да прими рад и исплати уговорену надокнаду. Специфичност код оваквих уговора је у томе сто наручилац ауторског дела, као финансијер, има право да усмерава и контролише поступак стварања дела, да даје сугестије али не сме да ограничава слободу уметничког, стручног или научног изражавања аутора. Када се по наруџбини ствара колективно дело у чијем стварању учествује већи број сарадника, овакво дело се појављује као јединствено, колективно ауторско дело. Такав случај је са енциклопедијама, лексиконима, антологијама, речницима, приручницима и сл. Носилац ауторског права је наручилац посла коме аутори прилога уступају своја имовинска права док сваки од сарадника који учествује у стварању једног оваквог дела, задржава ауторска права на свом доприносу. Наручилац има право да дело објави без сагласности сарадника и да дело искоришћава под својим именом, али на сваком примерку дела мора означити име аутора свих ауторских прилога колективног дела.

### Уговор о филмском делу
Овакви уговори се закључују пре настанка дела и у коме се продуцент појављује као инвеститор пројекта, а аутори му, након исплате ауторске накнаде, уступају своја имовинскоправна овлашћења. Лица која учествују у стварању филмског дела су бројна и њихови доприноси су различити и упркос томе, филмско дело не представља збир разних ауторских дела већ је то резултат колективног рада. Прву групу лица са којима се склапају посебни уговори су уговори са коауторима и то уговор о сценарију, о режији, о филмској музици, о снимању. Уговори са коауторима подразумевају да исти имају право да буду обавештавани о оствареном промету и свим другим видовима искоришћавања филмског дела. Закон посебно регулише статус композитора филмске музике и писца сценарија и они могу да своје дело самостално искоришћавају, одвојено од филмског дела, уколико то уговором није другачије регулисано. Другу групу уговора представљају уговори са ауторима који нису коаутори – сценографи, костимографи, аутори маске и сл. и у погледу правног статуса уживају иста права као и коаутори. У оваквим уговорима је веома важно утврдити предмет уговора јер филмско дело може да се снима по неком већ постојећем делу (претходи уговор о филмској преради – адаптацији), предмет уговора може да буде књижевно или музичко дело које претходи филмском делу па се прерађује за потребе филма, или потпуно ново оригинално дело. Филмско дело се сматра завршеним када је постигнут договор о коначној верзији између коаутора и продуцента – произвођача филмског дела. Битан елемент оваквих уговора је и накнада која се може дефинисати на више начина. Она се може уговорити процентуално - од прихода остварених у земљи или од извоза или од остварене добити и сл. Временска клаузула о завршетку филмског дела је веома важна код оваквих уговора. Уколико се дело не сними у року од три године од дана закључења уговора, коаутори и аутори могу захтевати раскид уговора и тражити накнаду штете.